# Glashütte Gifhorn

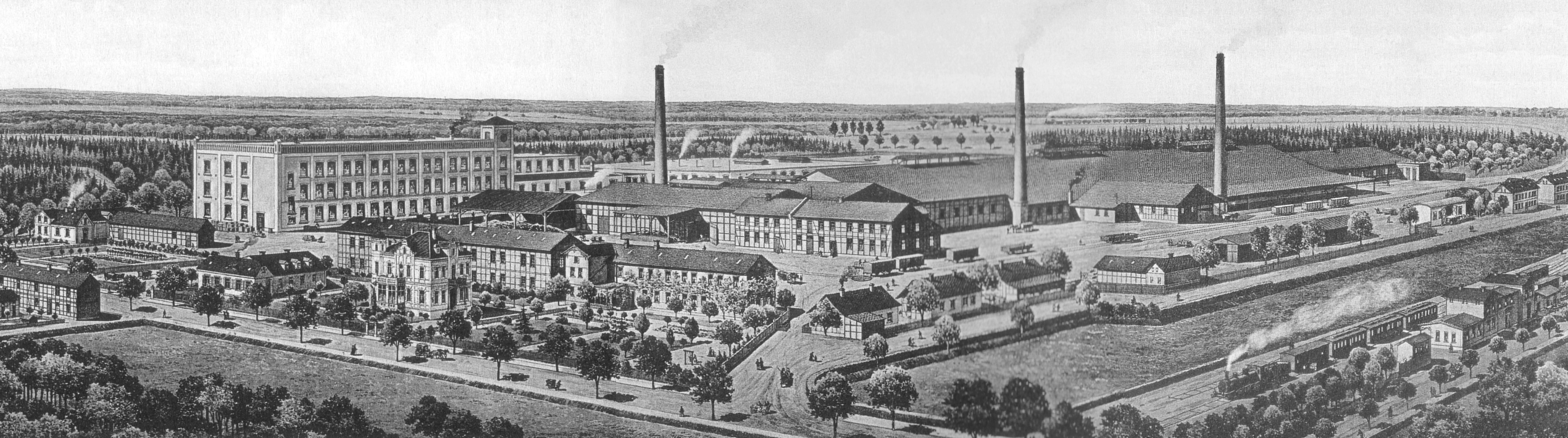
Glashütte Gifhorn um 1900, die helle Villa an der Straße wurde als Wohnhaus für den Glashüttengründer Wilhelm Limberg erbaut, rechts der Bahnhof Gifhorn

Die Glashütte Gifhorn war eine Glashütte in Gifhorn, die 1873 gegründet wurde und ab 1878 unter dem Namen Glashüttenwerke W. Limberg und Co. bis zur Betriebsstilllegung 1960 vor allem Hohlglas produzierte. Mit bis zu 400 Beschäftigten hatte das Unternehmen eine wirtschaftliche Bedeutung für die Stadt.

## Vorläuferanlagen im Großen Moor
Die Glashütte Gifhorn geht auf zwei Vorläuferanlagen im Großen Moor nördlich von Gifhorn zurück, die zeitgleich mit der Gründung der beiden Moorkolonien Neu Dorf und Platendorf ab 1795 entstanden. 1794 hatte der Braunschweiger Kaufmann Wegner mit der Staatsverwaltung einen Erbzinsvertrag zur Überlassung eines Teils des Großen Moors zwecks Errichtung einer Glashütte abgeschlossen. Sie wurde bei Neuhaus zwischen Westerbeck und Triangel errichtet und erhielt den Namen Zappenburg. Die Fabrik beschäftigte die im Moor angesiedelten Menschen, die aber zum Lebensunterhalt noch Landwirtschaft und Torfhandel betrieben. Der Glashüttenbetreiber Wegner hatte mit dem Unternehmen keinen wirtschaftlichen Erfolg und war 1823 finanziell gescheitert. Später kaufte August Thon die Glashütte Zappenburg auf, ging aber 1869 damit in Konkurs. 
Eine weitere Glashütte entstand Anfang des 19. Jahrhunderts in Triangel, die nach dem Einstellen des Betriebs 1884 verkauft wurde. Beiden Betrieben war trotz der rasanten Konjunktur in den Gründerjahren kein wirtschaftlicher Erfolg beschieden, da es an Absatzmöglichkeiten mangelte.

## Gründung in Gifhorn
Der 1869 im Großen Moor wirtschaftlich gescheiterte Glashüttenbesitzer August Thon erwarb 1871 eine Ziegelei in Gifhorn und funktionierte sie in eine Glashütte um, die er 1873 nach Kaiserin Augusta benannt als Augusta Hütte in Betrieb nahm. Als Fachkräfte beschäftigte er rund 40 Glasmacher, die er als frühere Beschäftigte der stillgelegten Glashütten in Triangel und Neuhaus angeworben hatte. Erste Produkte der Gifhorner Glashütte waren Medizinflaschen, Spiritusgläser und Hohlglas. Nach nur drei Jahren unter der Leitung von August Thon übernahm 1876 die Stadt Gifhorn die Hütte, bei der er sich hoch verschuldet hatte. In der Folgezeit brachte die Hütte auch der Stadt nur Verluste ein.

## Aufstieg als Glashüttenwerke W. Limberg und Co.

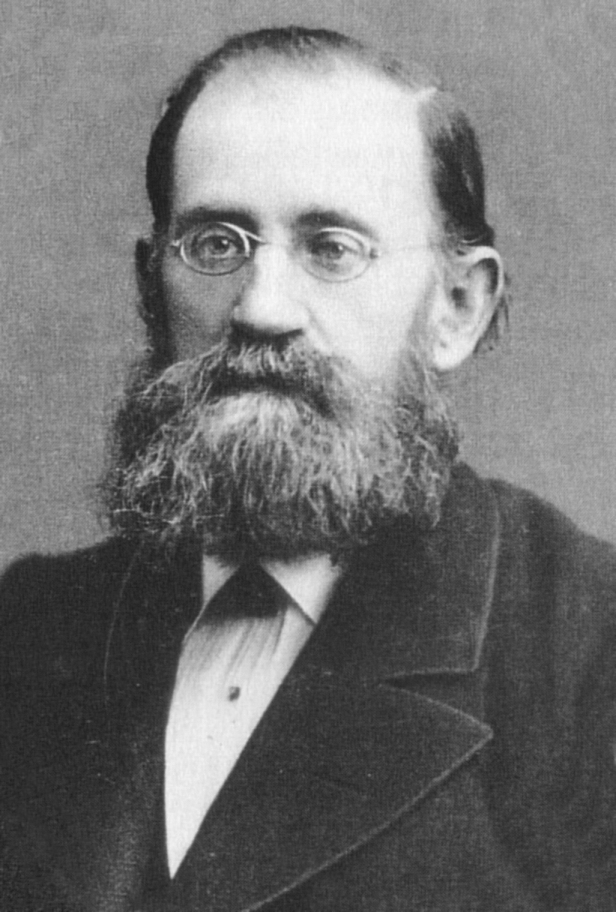
Glashüttengründer Wilhelm Limberg um 1880

1878 übernahm Wilhelm Limberg († 1886) aus Westerberg bei Alfeld die Glashütte, die dann unter Glashüttenwerke W. Limberg und Co. firmierte. Er ließ kunstvolle Flakons für Parfüm, Glaszylinder für Grubenlampen, Medizinflaschen und Tropfflaschen herstellen, was großen Erfolg hatte. Für Pelikan wurden Tintenfässer, für 4711 Parfümflaschen und für die Georg Dralle Parfüm- und Feinseifenwerke Glasflaschen für Birkenwasser produziert. Die Gifhorner Hütte hatte sich um die Weiterentwicklung der mit Patent belegten Tropfflasche der Glashütte Gnarrenburg verdient gemacht, was Patentschriften über Neuerungen an Tropfenzählern belegen. Die Produkte wurden anfangs mit Pferdegespannen und später mit der ab 1871 entstandenen Berlin-Lehrter Eisenbahn bis nach Hamburg zur Überseeverschiffung transportiert.
1898 zerstörte ein Brand die Glasschleiferei der Hütte, die 1899 als modernes dreistöckiges Gebäude neu aufgebaut wurde. Beim 25-jährigen Firmenjubiläum 1903 hatte die Glashütte 286 Beschäftigte. 1911 waren allein in der Schleiferei 150 Mitarbeiter beschäftigt. Die Hütte verfügte über eine Betriebskrankenkasse, Werkswohnungen und einen Gleisanschluss. Die Glashütte errang allmählich eine führende Stellung in der Glasindustrie. Handelsvertreter gab es in vielen deutschen Großstädten, in mehreren europäischen Ländern, in Indien sowie in Nord- und Südamerika.
Das 50-jährige Firmenjubiläum 1928 wurde mit einem Festumzug durch Gifhorn begangen. Zu dieser Zeit hatte die Hütte 400 Arbeiter und 20 Angestellte. Glasprodukte wurden zu dieser Zeit bereits auf halbautomatischen Maschinen, aber auch noch mundgeblasen, hergestellt.
Hergestellt wurde vor allem Weißglas aber auch farbiges Glas in blau, braun und grün. Die Tagesproduktion betrug in den 1930er Jahren bis zu 70.000 Gläser. Die Glasmarke und damit offizielle Fabrikmarke der Hütte, die auf bestimmten Flaschen vorhanden sein musste, bestand ab 1935 aus einem Herz mit dem Buchstaben L für Limberg. Dies ist unter anderem durch eine amtliche Mitteilung von 1938 belegt. 1934 kam die Hütte wegen Exportrückgangs in Folge der Weltwirtschaftskrise in wirtschaftliche Schwierigkeiten. Während des Zweiten Weltkrieges lief die Glashütte eingeschränkt weiter. Es wurden, wie auch in vielen anderen Glashütten, Glasteile für die Glasmine 43 gefertigt.
Nach dem Krieg setzte die Produktion der Hütte im Oktober 1945 wieder ein, die 250 Menschen im Jahr 1946 beschäftigte. In dieser Zeit betrug der tägliche Ausstoß bis zu 40.000 Gläser, wobei es sich hauptsächlich um Medizinflaschen und Behältnisse für die Nahrungsmittelindustrie handelte.

### Glasfabrik Weißwasser
Ab 1946 unterhielt die sächsische Glasfabrik Weißwasser eine Zweigstelle mit 35 Mitarbeitern auf dem Firmengelände der Glashütte Gifhorn und produzierte täglich bis zu 10.000 Glaskolben für Radio- und Röntgengeräte sowie für Glühlampen, womit die Valvo-Werke in Hamburg beliefert wurden. Das Unternehmen war vor dem Zweiten Weltkrieg in Weißwasser in der Oberlausitz ansässig und verlagerte sich noch während des Krieges in die spätere Westzone. Hier war es in Oberhausen, Marktleuthen und Gifhorn bis zur Fertigstellung einer neuen Glasfabrik 1950 in Aachen tätig.

## Niedergang

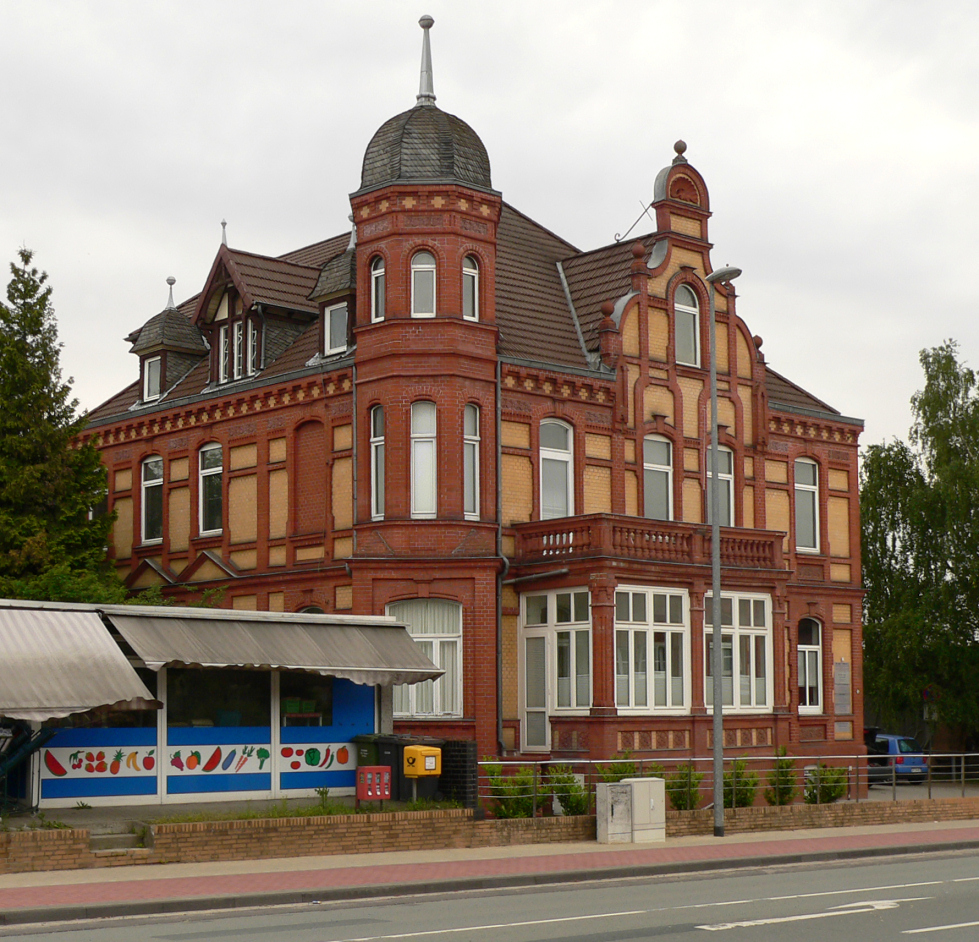
Die Limberg-Villa als letzter baulicher Teil der Glashütte

Bereits 1954 kam die Hütte in wirtschaftliche Schwierigkeiten. Ein Grund war die noch nicht vollzogene Umstellung auf vollautomatische Glasfertigung. Das Volkswagenwerk im nahe gelegenen Wolfsburg zog Arbeitskräfte ab und diese Konkurrenzsituation ließ die Lohnkosten steigen, die in der Hütte einen Anteil von bis zu 50 % an den Fertigungskosten ausmachten. Als sich 1959 der Umsatz nicht steigern ließ, blieb der Glashütte nur noch der Vergleich. Die geordnete und schrittweise Stilllegung gelang durch Verpachtungen und Verkäufe von Betriebsteilen. Anfang 1960 zogen Großauftraggeber ihre Aufträge zurück, so dass der Betrieb im April 1960 endgültig eingestellt wurde. Viele Beschäftigte wechselten zum Volkswagenwerk in Wolfsburg. Das Hüttengelände mit den Gebäuden und Fabrikhallen wurde parzelliert und an mehrere Eigentümer aufgeteilt. Ein Möbelhaus richtete 1962 dort ein neues Verkaufsgebäude in der früheren Schleiferei der Glashütte ein. Zu größeren Abrissarbeiten kam es 1976, bevor auf dem Gelände ab 1977 ein Supermarkt entstand. Als das Möbelhaus im Jahr 2004 schloss, entstanden zahlreiche andere kurzzeitige Einkaufsläden. 2012 und 2013 erfolgten auf dem Gelände weitere Neubauten für ein Einkaufszentrum mit Parkplatzflächen, wobei auch unterirdisch die letzten Relikte der Glashütte beseitigt wurden. Einziges bauliches Überbleibsel der Glashütte ist die Limberg-Villa, die 1897 als Wohnsitz für die Familie des Glashüttengründers Wilhelm Limberg erbaut wurde.

## Archäologische Funde
Bei Tiefbauarbeiten an verschiedenen Stellen im Gifhorner Stadtgebiet kam es dabei in den Jahren 2009 und 2010 zu umfangreichen Glasfunden. Es handelte sich um Produktionsrückstände der Hütte, mit denen Bodenlöcher verfüllt wurden, die unter anderem beim Abbau von Quarzsand entstanden waren. Unter den Funden war viel Altglas anderer Hütten, da Glas regelmäßig von Glashütten aufgekauft und zum Mitschmelzen verwendet wurde. Enorme Mengen an Glasbehältnissen sind trotz der jahrzehntelangen Lagerung im Boden unbeschädigt erhalten geblieben, darunter rund 1.500 Tintenfässer. Es wurden auch verschiedene Glasprodukte aus Uranglas gefunden, die aber gesundheitlich unbedenklich sind.
Der Bau eines Einkaufszentrums auf dem Hüttengelände in den Jahren 2012 und 2013 wurde von der Kreisarchäologie Gifhorn auf historische Hinterlassenschaften beobachtet. Dabei wurden im Boden ein ehemaliges Schienendrehkreuz und Luftkanäle eines Glasschmelzofens gefunden. Beim Abriss des früheren Schleifereigebäudes wurde an der Fassade der Firmenschriftzug „W. Limberg & Co, gegr. Glashüttenwerke 1878“ entdeckt.